# 荒隈城
荒隈城（あらわいじょう）は、島根県松江市国屋町にあった日本の城。

## 概要
宍道湖に突き出す丘陵端に位置し、現在丘陵の東西は佐田・松江方面共に陸地となっているが、当時は佐田水海と湿地帯が拡がっており、天然の要害をなしていた。
白鹿城攻めに先立ち毛利元就により築城されたが、宍道湖に面し水運の利もあることから、白鹿城の落城後も尼子氏が降るまで出雲侵攻の拠点として機能した。
関ヶ原の戦いの後、出雲に封じられた堀尾氏が再取立てを検討したが、石高に比して城域が広大との忠氏の意見を入れて亀田山を選地し、以後城郭として使用されることはなかった。

## 沿革
- 1562年（永禄5年）毛利元就が出雲侵攻の陣城として築城。
- 1566年（永禄9年）尼子氏が降り、その役目を終えて廃城になった。